# Gottfried von Banfield
Gottfried Freiherr von Banfield (n. Herceg Novi, 6-2-1890; † Trieste, 23-9-1986), montenegrino de antepasados irlandeses, fue el principal as de la aviación naval del Imperio austrohúngaro durante la Primera Guerra Mundial. 

## Biografía
Conocido como "el Águila de Trieste", fue el único aviador del imperio en recibir la Orden Militar de María Teresa y la última persona viva en ostentar tan alta condecoración, cuya concesión le supuso su ennoblecimiento con el título de barón (Freiherr). Fue también, hasta donde se sabe, el único as de la aviación en conseguir cinco o más victorias pilotando una hidrocanoa.
Después de la guerra, Banfield se casó con la condesa María Tripcovich, estableciéndose primero en el Reino Unido y más tarde en Trieste, donde se hizo cargo de la compañía naviera de su suegro, adquirió la nacionalidad italiana y se convirtió en un personaje popular de la ciudad, en la que falleció en 1986, a los 96 años de edad.